# والدین

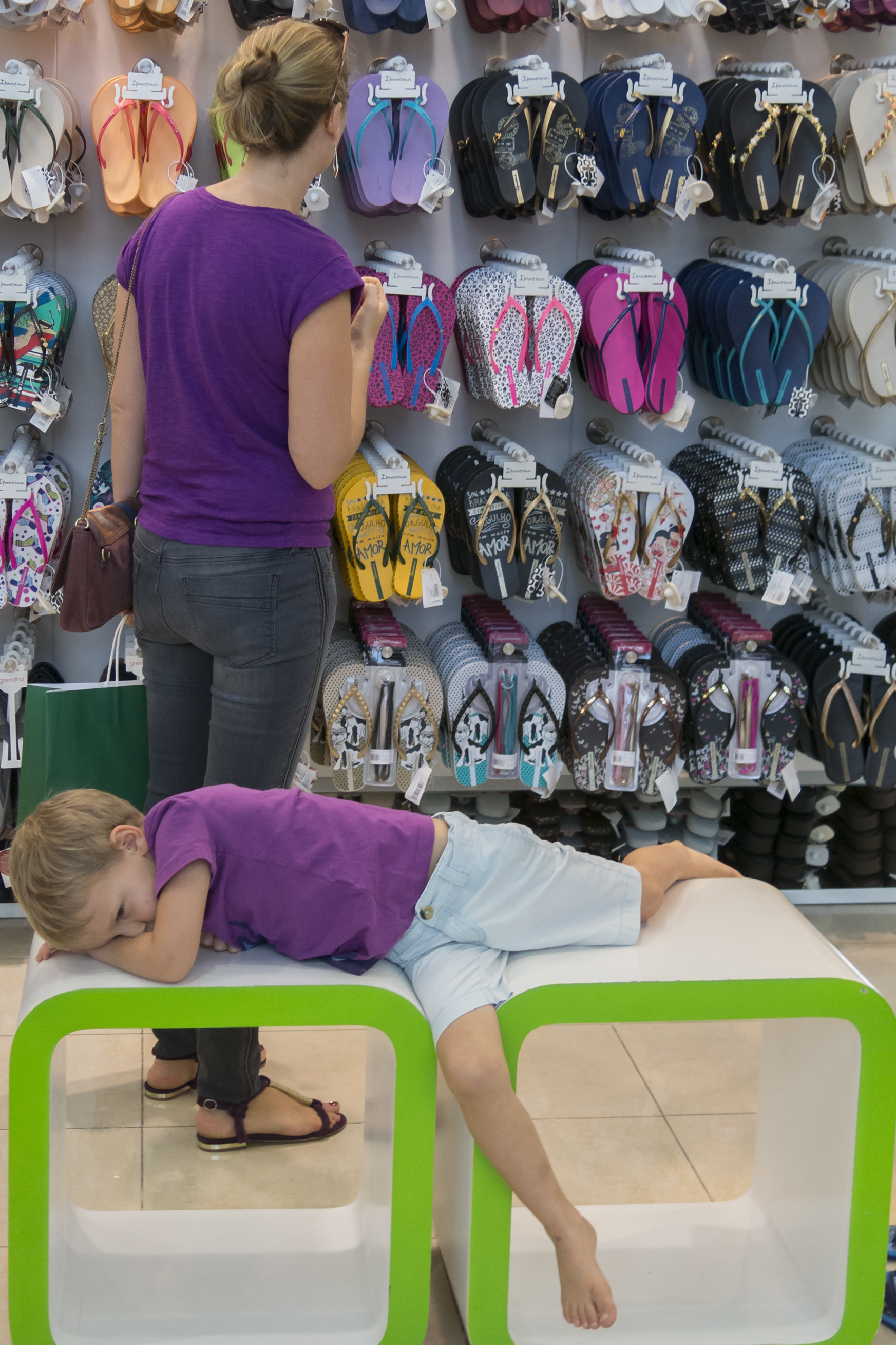
کودکی به همراه مادرش در فروشگاه دبی مال

والدین یا زادآوران به معنی پدر و مادر است.
همچنین والدین به سرپرست فرزند یا فرزندان هم گفته می‌شود که می توانند والدین بیولوژیکی (طبیعی) یا پدر و مادر خوانده فرزند باشند.

## در تاریخ
در تاریخ پدر و مادر نهاد مهمی بشمار می‌روند. پدر و مادر می توانند کودکان خود را تعلیم داده و آن‌ها را تربیت کنند. در تاریخ به اهمیت پدر و مادر به کرات اشاره شده است. برخوردها میان جوامع مختلف، متفاوت بوده و از رفتارهای گونان شکل گرفته است.
در ایالات متحده استسی اسپیون به مدت دوازده سال مورد تجاوز والدین خود قرار گرفت و پس از بارداری از پدرش موضوع را فاش کرد.